# 長井宗秀
長井 宗秀（ながい むねひで：1265年（文永2年） - 1327年12月20日（嘉暦2年11月7日））は鎌倉時代後期の人物、鎌倉幕府の御家人。
父は長井時秀、母は安達義景の娘。北条実時（金沢実時）の娘を妻とし、その間の子に長井貞秀がいる。その他の男子に、長井時千、長井冬時がいる。

## 生涯
父・時秀が評定衆となった年に生まれる。のち元服に際して、北条氏得宗家当主（鎌倉幕府第8代執権）の北条時宗より偏諱を受け、宗秀と名乗る。
弘安5年（1282年）4月、18歳にして引付衆、宮内権大輔となったが、弘安8年（1285年）霜月騒動で安達氏と親族であったため失脚したという。しかし正応6年（1293年）平禅門の乱の後復帰し、永仁元年（1293年）5月に29歳で越訴頭人となり、同年10月に第9代執権・北条貞時が裁判機関の引付衆を廃し、執奏を設置してその最終判決権を掌握して幕政を合議制から得宗独裁へと変えたとされる際には、その執奏に就任している。永仁2年（1294年）二階堂行藤とともに鎌倉幕府の使者として上京する。
執奏7人の中で北条氏以外では2名だけであり、更に7人の中で北条師時（のちの第10代執権）に次ぐ若さであり、北条貞時政権の重要メンバーであったことが解る。永仁3年（1295年）に執奏が廃止され引付が復活するとそこから外れるが、寄合衆及び復活した評定衆に在任しており、おそらくは永仁元年（1293年）5月段階から寄合衆に加わっていたものと思われる。永仁6年（1298年）4月には引付頭人となり、のち1309年（延慶2年）3月15日に七番引付頭人を辞すまで、幕府、あるいは得宗家の重職についている。
出家後は道雄（どうゆう）と称し、嘉暦2年（1327年）11月7日に死去した（享年63）。

## 備考
『吾妻鏡』に於ける大江広元の顕彰記事、そして同1232年（貞永元年）12月5日条の、大江広元の頃の「壽永・元暦以来京都より到来する重書並びに聞書、人々の款状、洛中及び南都・北嶺以下、武家より沙汰し来たる事の記録、文治以後の領家・地頭所務條々の式目、平氏合戦の時東士勲功の次第・注文等の文書」が分散してしまった為、北条泰時がこれを集めさせ、目録とともに長井泰秀（広元の孫で宗秀の祖父）に渡したとある件、そして推定される編纂年代から、この長井宗秀も『吾妻鏡』の編纂者のひとりとされる。